# دانيال مورو بارينجر
دانيال مورو بارينجر هو دبلوماسي ومحامي وسياسي أمريكي، ولد في 30 يوليو 1806 في كارولاينا الشمالية في الولايات المتحدة، وتوفي في 1 سبتمبر 1873 في وايت سولفور سبرينغز في الولايات المتحدة. نشط حزبياً في الحزب الديمقراطي وحزب اليمين. وقد انتخب سفير وانتخب عضو مجلس نواب كارولينا الشمالية ‏ وانتخب عضو مجلس النواب الأمريكي ‏.